# Coppa Intercontinentale under 20 2024
La Coppa Intercontinentale Under-20 2024 è stata la terza edizione del trofeo riservato alle squadre vincitrici della Coppa Libertadores Under-20 e della UEFA Youth League.
Il Flamengo ha conquistato per la prima volta il titolo vincendo 2-1 contro gli europei dell’Olympiacos, nello stadio Maracanã di Rio de Janeiro, in Brasile.

## Tabellino
| Arbitro: | Yender Herrera |

|                                     |           |                  |
| Caio Garcia 73’ Felipe Teresa 90+2’ | Marcatori | 54’ Liatsikouras |